# حصن بن شامس (سيئون)
'

تعديل مصدري - تعديل

حصن بن شامس هي إحدى قرى عزلة سيئون بمديرية سيئون التابعة لمحافظة حضرموت، بلغ تعداد سكانها 61 نسمة حسب تعداد اليمن لعام 2004.